# Sentimos las molestias
Sentimos las molestias és una sèrie espanyola de comèdia dramàtica creada, escrita i dirigida per Juan Cavestany i Álvaro Fernández Armero per a Movistar Plus+. La sèrie està produïda per la nova productora de Cavestany, Cuidado con el perro TV, i és protagonitzada per Antonio Resines i Miguel Rellán. La sèrie, que consta de 6 capítols, va estar programada per a estrenar-se al febrer de 2022, però va ser retardada de manera indefinida a causa de l'estat de salut de Resines. Finalment es va estrenar el 8 d'abril de 2022.
El 13 de juliol de 2022, Movistar Plus+ va renovar la sèrie per una segona temporada.

## Trama
Rafael Müller (Antonio Resines) és un aclamat director d'orquestra que manté una amistat de dècades amb Rafael Jiménez (Miguel Rellán), una vella glòria del rock que es resisteix a penjar la guitarra. Els dos lluiten per continuar encaixant en un món veloçment jove que insisteix a retirar-los del tauler de joc, a pesar que ells se senten encara en plenes facultats.

## Repartiment

### Repartiment principal
- Antonio Resines com Rafael Müller
- Miguel Rellán com Rafael Jiménez
- Melina Matthews com Victoria
- María Casal com Elena

i la col·laboració de
- Fiorella Faltoyano com Gloria

### Repartiment secundari
- Peter Vives com Lombardo
- María Miguel com Irene
- Olga Hueso com Luisa
- Clairet Hernández com Idaila

amb la col·laboració especial de
- Tito Valverde com Pablo

## Capítols
| Núm. | Títol                             | Direcció                          | Guió              | Data d'emissió original |
| ---- | --------------------------------- | --------------------------------- | ----------------- | ----------------------- |
| 1    | Álvaro F. Armero i Juan Cavestany | Álvaro F. Armero i Juan Cavestany | 8 d'abril de 2022 |                         |
| 2    | Álvaro F. Armero i Juan Cavestany | Álvaro F. Armero i Juan Cavestany | 8 d'abril de 2022 |                         |
| 3    | Álvaro F. Armero i Juan Cavestany | Álvaro F. Armero i Juan Cavestany | 8 d'abril de 2022 |                         |
| 4    | Álvaro F. Armero i Juan Cavestany | Álvaro F. Armero i Juan Cavestany | 8 d'abril de 2022 |                         |
| 5    | Álvaro F. Armero i Juan Cavestany | Álvaro F. Armero i Juan Cavestany | 8 d'abril de 2022 |                         |
| 6    | Álvaro F. Armero i Juan Cavestany | Álvaro F. Armero i Juan Cavestany | 8 d'abril de 2022 |                         |

## Producció
El 4 de juny de 2021, Movistar Plus+ (llavors Movistar+) va anunciar la producció d'una nova sèrie de comèdia, Sentimos las molestias, protagonitzada per Antonio Resines i Miguel Rellán. La sèrie va ser creada per Juan Cavestany i Álvaro Fernández Armero, qui anteriorment van produir per a la mateixa plataforma Vergüenza, que va durar tres temporades, que es van emetre entre 2017 i 2020. Està produïda per la nova productora de Cavestany, Compte amb el Gos TV, en la seva primera sèrie de televisió, després d'haver produït les pel·lícules Madrid, Inc. i Un efecto óptico.
El 13 de juliol de 2022, Movistar Plus+ va anunciar que la sèrie havia estat renovada per una segona temporada.

## Màrqueting i llançament
El 25 de novembre de 2021, Movistar Plus+ va llançar un teaser de 27 segons de la sèrie, en el qual es va revelar que la sèrie s'estrenaria al febrer de 2022. El 18 de gener de 2022, la plataforma va anunciar que la sèrie seria retardada de manera indefinida a causa de l'estat de salut de Antonio Resines, qui havia estat contagiat pel coronavirus el 22 de desembre de 2021 i seguia a l'UCI aleshores, sent reemplaçada per la segona temporada de Nasdrovia
El 10 de març de 2022, es va anunciar que la sèrie finalment s'estrenaria el 8 d'abril de 2022.